# Ћин Ши Хуанг
Први кинески цар или Ћин Ши Хуанг (кинески: 秦始皇, Qín Shǐ huáng), презиме: Јинг, 嬴 (Yíng), лично име: Џенг, 政 (Zhèng), рођен у новембру/децембру 260. п. н. е., умро 10. септембра 210. п. н. е., био је краљ и цар династије Ћин и први владар уједињене Кине. Под његовим је руководством ојачана централна власт у држави и отпочето формирање јединствене кинеске нације и државе.
Он је постао Џенг, краљ од Ћина (秦王政) у својој тринаестој години, затим кинески први цар у својој 38 години, након што је држава Ћин покорила све друге зараћене државе и ујединила целокупну Кину 221. п. н. е. Уместо да задржи звање „краља” (王 wáng) које су носили претходни Шанг и Џоу владари, он је владао као Први цар (始皇帝) од Ћина од 220 до 210. п. н. е. Његова самоустановљена титула „цара” (皇帝 huángdìⓘ), као што је указано употребом његове речи „Први”, се задржала у употреби међу кинеским владарима током следећа два миленијума.
Током његове владавине, његови генерали су знатно проширили величину кинеске државе: кампањама јужно од Џу државе су перманентно додате Јуе земље Хунан и Гуангдунг у кинеску културну орбиту; кампањама у централној Азији освојен је Ордошки плато од номадских Сјунгну народа, мада је то на крају довело до њихове конфедерације под владаром Моду Џанјуа. Ћин Ши Хуанг је исто тако радио са својим министром Ли Сјиом да доношењу великих економских и политичких реформи усредсређених на стандардизацији различитих пракси ранијих кинеских држава. За њега се традиционално каже да је забранио и спалио многе књиге и погубио учене људе, мада детаљније испитивање баца сумњу на те тврдње. Његови пројекти јавних радова обухватали су уједињавање различитих државних зидова у јединствен Кинески зид и масивни нови национални систем путева, као и маузолеј величине града који је чуван Теракотском армијом реалне величине. Он је владао до своје смрти 210 п. н. е, након безуспешне потраге за еликсиром бесмртности.

## Порекло имена
Модерни кинески извори често дају лично име Ћин Ши Хуанга као Јинг Џенг, при чему се Јинг (嬴) узима као презиме, а Џенг (政) као име. У древној Кини је међутим постојала различита конвенција именовања, и могуће је да је Џао (趙) кориштено као презиме. За разлику од модерних кинеских имена, властелини древне Кине имали су два различита презимена: име предака (姓) обухватало је већу групу с пореклом од проминентног претка, за кога се обично каже да је живео током времена три суверена и пет царева по кинеској митологији, а име клана (氏) обухватало је мању групу која је била огранак тадашњег владара или недавна титула. (Ово је изузетно слично пракси Римљана у исто временском раздобљу при именовању мушкараца, као што су М. Тулије Цицерон и Г. Јулије Цезар.) Древна пракса је била да се имена наведу засебно — у Сима Ћеновим „Основним аналима Првог цара од Ћена” он се назива као „име Џенг и презиме Џао” Међутим, пошто модерна кинеска презимена (упркос тога што су потекла од кланских имена) користе исте симболе као стара предачка имена, у модерним кинеским изворима се чешће среће име цара написано као Јинг Џенг, користећи предачко име Јинг фамилије.
Владари државе Ћин су сматрали себе краљевима од времена краља Хуивена у 325. п. н. е. Након свог устоличења, Џенг је постао познат као краљ од Ћина или краљ Џенг од Ћина. Ова титула га је учинила номинално једнаким владарима од Шанга и Џоуа, задњим од краљева које је свргао краљ Џаосјанг од Ћина у 256. години п. н. е.
Након предаје државе Ћи 221 п. н. е, краљ Џенг је ујединио све земље бившег краљевства Џоу. Уместо да одржи свој ранг краља, он је креирао нову титулу huángdì (императора) за себе. Ова нова титула је комбиновала две титуле —huáng од митолошка три суверена (三皇, Sān Huáng) и dì од легендарних пет царева (五帝, Wŭ Dì) кинеске праисторије. Циљ титуле је био да присвоји део престижа Жутог цара, чији култ је био популаран у каснијем периоду зараћених држава и који је сматран оснивачем кинеске нације. Краљ Џенг је изабрао нови монаршки назив Првог цара (Shǐ Huángdì, раније транскрибован као Ш’Хуанг-ти) са разумевањем да ће његови наследници носити титуле „Други цар”, „Трећи цар”, и тако даље кроз генерације. (У стварности, шема је трајала једино колико и његов непосредни наследник, Други цар.) Нова титула је садржала религиозне конотације. Из тог разлога, синолози — почевши од Питера Будберга или Едварда Шафера — понекад то преводе као „божји владар”, и Први цар као „Први божји владар”.

## Младост
Јинг Џенг је рођен у првом месецу 48. године владавине краља Џуанг-сјанга, 260. п. н. е. (по тадашњем је календару година почињала пре зимске краткодневнице), који се традиционално назива Џенг-јуе (正月), те је по њему добио име (政).
Његов отац, Ц’-чу, био је у то време принц државе Ћин (Qín, 秦) и под условима примирја између држава Џао (Zhào, 赵) и Ћин налазио се као талац у заточеништву у држави Џао. Тако се Јинг Џенг родио у Хандану (Hándān, 邯郸), главном граду државе Џао. Неколико година после синовљевог рођења Ц’-чу је уз помоћ богатог трговца Ли Бу-веија успео да се врати у Ћин и касније постане краљ.
Конфучијански историчари су касније записали да Јинг Џенг није био Ц’-чуов син, већ је био син Ли Бу-веија и конкубине коју је он поклонио Ц’-чуу мало пре Џенговог рођења. Ова теорија, међутим, не мора бити тачна, због тога што је претенциозно омогућавала конфучијанским историчарима да оспоре Џенгово право да постане кинеским царем.
Када је Џенгу било 13 година, 247. п. н. е., постао је краљ државе Ћин. До 238. п. н. е. сва власт је била у рукама првог министра Ли Бу-веја и дворског евнуха Лао Аија. Млади краљ те године је извршио пуч и преузео сву власт у држави. Међу људима које је тада поставио за службенике био је и Ли С’, следбеник легалистичке филозофије који ће касније постати министар правде (врховни судија) и први министар династије Ћин.
Јинг Џенг се придржавао старе доктрине државе Ћин: „буди пријатељ са удаљеним државама, а нападај суседне“ (远交近攻, yuǎn jiāo jìn gōng), па је до 221. п. н. е. успео да покори супарничке државе Хан, Веи, Чу, Јен, Џао и Ћи и први пут у историји створи јединствену кинеску државу.

## Први кинески цар
Пошто је 221. п. н. е. освојио и последњу самосталну државу, Ћи, Јинг Џенг је постигао до тада невиђен успех, и предложено му је да промени владарску титулу тако што ће је подићи на ранг царске. Будући да је „по успесима превазишао три прва господара и по врлинама надмашио пет митских царева“ (功高三皇, 德高五帝), њихове је титуле, хуанг (皇, huáng) и ди (帝, dì), спојио у једну реч, хуанг-ди, која ће током следећих 2000 година кинеског царства бити владарска титула сина неба.
Јинг Џенг је себи дао титулу Првог цара, Ши Хуанг-ди (始皇帝, Shǐ huángdì) и декретом одредио да ће његов наследник понети титулу Другог цара, његов пак наследник титулу Трећег цара и „тако ће се низ настављати десет хиљада генерација“. Међутим, ова пракса је напуштена одмах после распада династије Ћин. Са друге стране, укинуо је дотадашњу традицију давања постхумних имена претходним владарима, јер кроз њих „син процењује оца, и поданик процењује владара“ (子论父, 臣论君) а то је далеко од пристојности и привржености која треба да карактерише однос сина и оца и поданика и владара. Ова традиција се такође вратила после пропасти династије Ћин.
Да би се додатно истакла владарева посебност, реч џен (zhèn, 朕) је постала лична заменица првог лица коју је само цар смео да употребљава када говори о себи.

## Промене у државној администрацији
Да би спречио осигурао опстанак огромне државе, цар је, према савету првог министра Ли С’-а, декретом укинуо феудално уређење које је постојало током династија Шанг и Џоу. Уместо феудалних области, земљу је поделио на тридесет и шест префектура, ђин (jùn, 郡). Префектурама су управљали гувернери које постављао цар. У свакој префектури постојао је цивилни гувернер, шоу (shǒu, 守), и војни гувернер, веи (wèi, 尉). Цивилни гувернер је имао већу власт од војног. Да би се спречила могућност корупције и успостављања центара моћи око гувернерâ, цивилни гувернери су после неколико година били постављани у другу префектуру. Осим тога, свакој је префектури додељиван и инспектор, ђијен (jiàn, 监), који је централној власти слао информације о стању у префектури.
Овај систем је био само наставак дотадашње праксе државе Ћин, у којој је „класични“ војни феудализам укинут још у 4. веку пре нове ере.
Осим тога, сви богати и моћни људи су пресељени у Сјен-јанг, престоницу династије Ћин, одакле их је било лакше надгледати.

## „Спалити књиге и побити учењаке“
После уједињења Кине уследила је сурова и репресивна политичка кампања цензурисања мишљења која се нису слагала са политиком владајуће династије и владајућом идеологијом легализма.
Цар је 213. п. н. е., на Ли С’-ов предлог, донео декрет по коме све књиге, осим „Историје династије Ћин“ и књига у вези са земљорадњом, прорицањем судбине и медицином, морају бити спаљене. Од филозофских списа дозвољени су били само списи легалистичких филозофа.

„И ко се усуди да разговара о Књизи песама или о Књизи историје биће јавно погубљен на пијаци. Ко год буде преко прошлости критиковао садашњост биће погубљен са целом својом породицом.“ (директно против конфучијаниста)

(С'-ма Ћијен, Историјски записи.)

Овај декрет у историји представља прво законско ограничење слободе мишљења и говора.
Годину дана од издавања декрета, 212. п. н. е. 460 учењака је било погубљено. (У Историјским записима С'-ма Ћијена, реч која се користи са значењем „погубити“ је kēng, 坑. Она међутим има и значење: „живе сахранити“. Мало је вероватно да су ти људи заиста били живи сахрањени; каснији конфучијански историчари и критичари су могли да користе друго значење ове речи да нагласе суровост Првог цара.)
Од ове је политичке кампање касније настао кинески идиом „Спалити књиге и побити учењаке“ (fén shū kēng rú, 焚书坑儒) да означи доношење уредби против образованих људи.

## Стандардизација
Ради уједињавања државе на економском и културном плану, Ћин Ши Хуанг је спровео неколико значајних мера на нивоу царства:
Прва од њих била је стандардизација мерних јединица према тадашњим стандардима државе Ћин. Монетарни систем је стандардизован по истом принципу.
Друга важна мера је била стандардизација кинеског језика и писма. Царев први министар Ли С’, који је био и калиграф, узео је за основу стандарда калиграфски стил великог печата и преобликовао га у стил малог печата. Број карактера сведен је на шест хиљада, елиминисањем варијантних писања и многобројних синонима. Употреба новог писма била је обавезна широм царства.

## Територијална проширења Кине
Једна од најважнијих војних кампања Првог цара била је борба против Хуна (Сјунг-ну, Xiōngnú, 匈奴) на северу земље. Војску је предводио генерал Менг Тијен. Многа племена су покорена али је претња од хунске инвазије и даље постојала, те је цар наредио изградњу одбрамбеног зида. Овај зид је био претходница данашњег Кинеског зида. Данас је врло мало остало од зидина које су грађене у време Ћин Ши Хуанга.
На југу, кинеска војска је први пут ушла у данашње провинције Гуангдунг и Гуанг-сји док је на врхунцу моћи територија династије Ћин заузимала и северне делове данашњег Вијетнама.

## Смрт Првог цара
Током инспекције источних покрајина, цар се тешко разболео и умро 10. септембра 210. п. н. е. Према једној легенди, умро је од тровања напитком који је требало да му пружи бесмртност.
Ли С’, евнух-саветник Џао Гао, и још неколико људи из цареве свите међу којима је био и царев најмлађи син Ху-хаи, држали су Ћин Ши Хуангову смрт у тајности пуна два месеца, из страха да не дође до побуне међу племством.
Будући да се цар плашио смрти и о њој никада није говорио, није сачинио ни тестамент. Пред смрт је дао саветнику Џао Гаоу писмо којим свом старијем сину Фу Суу предаје власт. Џао Гао је, у страху за свој положај, наговорио Ли С’-а и Ху-хаија да фалсификују цареву последњу вољу, и прогласе Ху-хаија за наследника. Фу Суу и генералу Менг Тијену послата су фалсификована царева писма у којима се од њих захтева да изврше самоубиство због неизвршавања дужности према цару, а Ху Хаи је проглашен за легитимног наследника, и добио је титулу Другог цара. Овај избор ће се неколико година касније показати изузетно лошим.
Ћин Ши Хуанг уз све почасти сахрањен у свом маузолеју на планини Ли (Lì shān, 骊山, Планина Црног коња), у данашњој провинцији Шенси близу Си'ана. До данашњих дана откопана је само спољашња одаја гробнице, коју испуњава преко 7 хиљада ратника од теракоте. (видети: Маузолеј Првог кинеског цара)

## Ћин Ши Хуанг у историографији
У класичној кинеској историографији, којом доминирају конфучијански историчари, Ћин Ши Хуанг се скоро увек описује као брутални тиранин и осредњи владар. Предрасуде против практичне али бескрупулозне легалистичке идеологије династије Ћин постојале су и пре уједињења Кине.
Синтезу конфучијанских виђења династије Ћин дао је песник и државник Ђија Ји из династије Хан, који је написао значајан есеј Грешке династије Ћин. Овај есеј је касније коришћен у анализама династије Ћин, а цео је инкорпориран у две значајне књиге историјских записа династије Хан. Ђија Ји је сматрао да је основна слабост династије Ћин била у њеној бескрупулозности у освајању моћи, без ослањања на подршку народа и непажњи на моралност владара.
Тек је у савременом добу ова скоро догматска слика донекле разбијена. Историчари из периода Републике (1911—1949) су први признали значај којег је Ћин Ши Хуанг имао на кинеску историју. Историчар Ма Феи-баи га је сврстао у велике хероје кинеске историје, поредивши га са Чанг Кај-шеком и уједињењем Кине под кинеском републиком.
Оснивање Народне републике Кине отворило је нове погледе на Првог кинеског цара, кроз призму марксистичке теорије. Основни став је да су цареве мере стандардизације мерних јединица, монетарног система и писма настале као одговор на захтеве владајуће класе и трговачког сталежа, а да је до пада династије Ћин дошло услед класне борбе.
Хунг Ш’-дијева књига „Ћин Ши Хуанг“, објављена 1972. године, и прихваћена од стране државе као званична интерпретација овог историјског периода, нуди потпуно другачију слику Првог кинеског цара. Хунг Ш’-ди сматра Првог цара далековидим владарем, који је први успоставио јединствену кинеску државу, и који није имао проблема с тим да употреби насилне методе против контрареволуционара и субверзивних елемената. Међутим, у томе није био довољно темељан те се царство убрзо после његове смрти распало и стари феудални поредак је враћен.
Наставак на ову теорију пружио је Луо С’-динг 1974. године, ставом да је пад династије Ћин проузроковао недостатак темељности у диктатури над реакционарима, што је реакционарима омогућило да заузму важна места у државном апарату.